# Římskokatolická farnost Křoví
Římskokatolická farnost Křoví je územní společenství římských katolíků v rámci velkomeziříčského děkanství brněnské diecéze.

## Historie farnosti
První písemná zmínka o obci pochází z roku 1371. Před tím, než byl v roce 1808 postaven tzv. nový kostel, tak na jeho místě stával kostel mnohem menší, stál určitě již v době po husitských válkách. Od roku 1673 se v kostele konaly bohoslužby každou čtvrtou neděli, dojížděl farář z farnosti Velká Bíteš a od roku 1785 pak existovala farnost Křoví. Ten byl mezi lety 1807 a 1808 zbořen.
Nový kostel byl postaven v roce 1808, vysvěcen pak byl 29. června 1809.

## Duchovní správci
Farnost je v současné době administrována ex currendo z farnosti Deblín v tišnovském děkanství. Administrátorem excurrendo je od srpna 2011 R. D. Mgr. Petr Papoušek.

## Bohoslužby
| Kostel            | Místo | Bohoslužba    | Bohoslužba | Poznámka     |
| ----------------- | ----- | ------------- | ---------- | ------------ |
| sv. Petra a Pavla | Křoví | neděle středa | 9.30 17.30 | farní kostel |

## Aktivity farnosti
Dnem vzájemných modliteb farností za bohoslovce a bohoslovců za farnosti brněnské diecéze je 2. květen. Adorační den připadá na 17. února.
Na území farnosti se pravidelně koná Tříkrálová sbírka. Při sbírce v roce 2018 se vybralo jen ve Křoví 27 044 korun.